# Nikola Gulan
Nikola Gulan (serbisch-kyrillisch Никола Гулан; * 23. März 1989 in Belgrad, SFR Jugoslawien) ist ein serbischer Fußballspieler.

## Karriere

### Verein
Gulan spielte in seiner Jugend für Partizan Belgrad, ab 2005 stand er dort auch im Kader der ersten Mannschaft. Bis 2007 kam er auf 22 Einsätze. Von Januar bis Juni 2008 stand er im Aufgebot von Sampdoria Genua, kam aber zu keinen Einsatz in der ersten Mannschaft. Im Sommer 2008 unterschrieb er einen Zweijahresvertrag beim AC Florenz, wo er in der Saison 2008/09 zu keinem Einsatz in der Serie A kam. Im Februar 2009 wechselte er für vier Monate auf Leihbasis zum deutschen Zweitligisten TSV 1860 München. Zu seinem ersten Einsatz kam er dort am 12. April 2009, er stand beim Spiel in Koblenz in der Startaufstellung. Insgesamt kam er bei den Löwen dreimal zum Einsatz. Für die Saison 2009/10 wurde Gulan an den italienischen Zweitligisten FC Empoli verliehen. Dort kam der Serbe regelmäßig zum Einsatz und schaffte mit dem FC Empoli den Ligaerhalt in der Serie B. Zur Saison 2010/11 kehrte Gulan wieder zur Fiorentina zurück.
Am 1. September 2014 wechselte Gulan in die spanische Segunda División zum RCD Mallorca. Nach einer Saison schloss er sich im Juli 2015 dem belgischen Erstligisten Royal Mouscron-Péruwelz an, bei dem er einen Vertrag über zwei Spielzeiten unterzeichnete.

### Nationalmannschaft
Gulan spielte in der serbischen U-21-Nationalmannschaft bisher sieben Mal, er erzielte dabei ein Tor. Bei den Olympischen Spielen 2008 kam er bei allen drei Spielen der serbischen Mannschaft zum Einsatz. 2007 gehörte er zum europäischen Aufgebot beim UEFA-CAF Meridian Cup.